# Moshimo piano ga hiketa nara
Moshimo piano ga hiketa nara (もしもピアノが弾けたなら?) è il quattordicesimo singolo della rock band visual kei giapponese Plastic Tree. È stato pubblicato il 9 luglio 2003 dall'etichetta indie SWEET HEART RECORDS.
Il singolo raccoglie due cover: la a-side Moshimo piano ga hiketa nara (もしもピアノが弾けたなら? "Se sapessi suonare il pianoforte") è una ballata del 1981 di Toshiyuki Nishida (西田敏行), mentre la b-side è il brano rock Baka ni natta no ni (バカになったのに? "Sono stato uno scemo") originariamente cantata nel 1989 della band The Pees (The ピーズ). Entrambi i brani sono presenti anche nel singolo gemello di questo, ovvero il precedente Baka ni natta no ni.

## Tracce
Dopo il titolo è indicata fra parentesi "()" la grafia originale del titolo.
1. Moshimo piano ga hiketa nara (もしもピアノが弾けたなら?) - 3:53 (Yū Aku - Kōichi Sakata)
2. Baka ni natta no ni (バカになったのに?) - 3:09 (Haruyuki Ōki)

### Contenuti speciali
1. Baka ni natta no ni; videoclip

## Altre presenze
- Moshimo piano ga hiketa nara:
  - 21/05/2003 - Baka ni natta no ni
  - 22/10/2003 - Shiro chronicle
  - 26/10/2005 - Best Album

- Baka ni natta no ni:
  - 21/05/2003 - Baka ni natta no ni
  - 22/10/2003 - Shiro chronicle
  - 26/10/2005 - Best Album

## Formazione
- Ryūtarō Arimura - voce e seconda chitarra
- Akira Nakayama - chitarra e cori
- Tadashi Hasegawa - basso e cori
- Hiroshi Sasabuchi - batteria